# Billy Madison – Ein Chaot zum Verlieben
Billy Madison – Ein Chaot zum Verlieben (Alternativtitel: Billy Madison – Ein Trottel drückt die Schulbank, und Billy Madison – Ein Nichtsnutz startet durch; Originaltitel: Billy Madison) ist eine US-amerikanische Filmkomödie mit Adam Sandler in der Haupt- und Titelrolle. Der Film wurde von Adam Sandler und Tim Herlihy geschrieben und von Universal Pictures produziert.

## Handlung
Billy ist der 27-jährige Sohn eines Hotel-Tycoons und vergeudet die meiste Zeit seines Lebens mit Partys. Als sein Vater Brian seinen Ruhestand bekannt gibt, überreicht er die Führung seinem amtierenden Vizepräsidenten Eric Gordon. Billy ist enttäuscht und möchte wissen, warum nicht er die Führung des Unternehmens übernimmt. Sein Vater erzählt Billy, er hätte Billys Lehrer bestochen, damit er die Schule schafft. Daraufhin wettet Billy, er wäre schlau genug, die Unternehmensleitung übernehmen zu können. Wenn er zurück zur Schule geht und von der ersten bis zur zwölften Klasse den Lehrstoff innerhalb von nur 24 Wochen beherrscht, bekommt er die Leitung über die Madison-Hotels. In einem finalen Duell stehen sich Billy und Eric gegenüber. In einem akademischen Zehnkampf wird die Führung über das Unternehmen entschieden. Billy geht als Sieger hervor, gibt die Unternehmensleitung jedoch an einen weiteren Angestellten seines Vaters ab, weil er Lehrer werden will.

## Kritiken
„Schwache Komödie, die der amerikanischen Jugend allzu deutlich den moralischen Zeigefinger vorhält.“

„Gags so mies, dass sie fast schon wieder gut sind – aber nur fast.“

## Auszeichnungen
- 1995 wurde Adam Sandler für den MTV Movie Award in der Kategorie für die beste Comedic Performance nominiert.

## Trivia
Als Eric Billy hereinlegt, packt ihn Billy und küsst ihn. Dabei sagt er: „Du hast mir das Herz gebrochen.“ Das ist eine Anspielung auf Der Pate – Teil II.
Happy Madison Productions, das Produktionsunternehmen von Adam Sandler, nahm ihren Namen von Billy Madison und Happy Gilmore, in dem ebenfalls Adam Sandler mitwirkt.

## Produktion
Der Film wurde hauptsächlich in Oshawa, 60 km östlich von Toronto gedreht. Das Parkwood estate wurde als Drehort für die Villa der Madisons verwendet.
Das Budget betrug 10 Millionen US-Dollar. Das Einspielergebnis weltweit war nur gut 25,5 Millionen US-Dollar.